# Siti Rejo I
Siti Rejo I is een bestuurslaag in het regentschap Medan van de provincie Noord-Sumatra, Indonesië. Siti Rejo I telt 6867 inwoners (volkstelling 2010).